# Tweede klasse 1965-66 (voetbal België)
Het seizoen 1965/66 van de Belgische Tweede Klasse ging van start op 4 september 1965 en eindigde op 8 mei 1966. De competitie werd gewonnen door KSV Waregem.

## Gedegradeerde teams
Deze teams waren gedegradeerd uit de Eerste Klasse voor de start van het seizoen:
- R. Union Saint-Gilloise
- KFC Diest

## Gepromoveerde teams
Deze teams promoveerden uit de Derde Klasse:
- K. Willebroekse SV (kampioen in Derde Klasse A)
- RFC Sérésien (kampioen in Derde Klasse B)

## Promoverende teams
Deze teams promoveerden naar Eerste Klasse op het eind van het seizoen:
- KSV Waregem (kampioen)
- R. Charleroi SC (winnaar eindronde)

## Degraderende teams
Deze teams degradeerden naar Derde Klasse op het eind van het seizoen:
- KFC Turnhout

Noot: Omdat RCS Brugeois, spelende in Eerste Klasse, omwille van omkoping veroordeeld werd tot degradatie naar Derde Klasse was er maar één degradant uit Tweede Klasse. Hieronder bleef RCS Verviétois in Tweede Klasse.

## Eindstand
|   |    |                              | P  | W  | G  | V  | +  | -  | DS  | Ptn |
| - | -- | ---------------------------- | -- | -- | -- | -- | -- | -- | --- | --- |
| K | 1  | KSV Waregem                  | 30 | 15 | 11 | 4  | 61 | 31 | 30  | 41  |
| E | 2  | R. Charleroi SC              | 30 | 14 | 9  | 7  | 36 | 35 | 1   | 37  |
| E | 3  | K. Waterschei SV Thor        | 30 | 14 | 9  | 7  | 58 | 40 | 18  | 37  |
|   | 4  | R. Olympic Club de Charleroi | 30 | 14 | 8  | 8  | 48 | 27 | 21  | 36  |
|   | 5  | RFC Sérésien                 | 30 | 14 | 8  | 8  | 47 | 42 | 5   | 36  |
|   | 6  | R. Union Saint-Gilloise      | 30 | 15 | 4  | 11 | 46 | 43 | 3   | 34  |
|   | 7  | KFC Herentals                | 30 | 12 | 6  | 12 | 44 | 51 | -7  | 30  |
|   | 8  | AS Oostende KM               | 30 | 11 | 8  | 11 | 48 | 42 | 6   | 30  |
|   | 9  | R. Crossing Club Molenbeek   | 30 | 13 | 3  | 14 | 48 | 53 | -3  | 29  |
|   | 10 | Patro Eisden                 | 30 | 12 | 4  | 14 | 48 | 46 | 2   | 28  |
|   | 11 | KFC Diest                    | 30 | 11 | 6  | 13 | 40 | 44 | -4  | 28  |
|   | 12 | K. Willebroekse SV           | 30 | 10 | 7  | 13 | 39 | 32 | 7   | 27  |
|   | 13 | K. Sint-Niklase SK           | 30 | 10 | 6  | 14 | 44 | 48 | -4  | 26  |
|   | 14 | UR Namur                     | 30 | 8  | 8  | 14 | 38 | 54 | -16 | 24  |
|   | 15 | RCS Verviétois               | 30 | 5  | 10 | 15 | 32 | 60 | -28 | 20  |
| D | 16 | KFC Turnhout                 | 30 | 5  | 7  | 18 | 25 | 56 | -31 | 17  |

## Eindronde
R. Charleroi SC en K. Waterschei SV Thor eindigden op een gedeelde tweede plaats. Een barragewedstrijd zou beslissen welke club zou promoveren. 
| Datum      | Wedstrijd                               | Uitslag |
| ---------- | --------------------------------------- | ------- |
| ??/??/1966 | R. Charleroi SC - K. Waterschei SV Thor | 2-0     |

De officiële benamingen van deze competitie luidden achtereenvolgens Bevordering (van 1909 tot 1926), Eerste Afdeling (van 1926 tot 1952), Tweede Klasse (van 1952 tot 2016). 
In 2016 werd de Tweede Klasse opgeheven en vervangen door Eerste klasse B en Eerste klasse Amateurs.
Nationaal voetbal · Regionaal voetbal · Provinciaal voetbal · KBVB · Nationaal voetbalelftal · Nationaal dameselftal
Belgisch nationaal voetbal
Eerste klasse A · Eerste klasse B · Eerste nationale · Beker van België · Belgische Supercup
Super League · Eerste klasse (vrouwen) · Tweede klasse (vrouwen) · Beker van België (vrouwen) · Belgische Supercup (vrouwen)